# طبيبك الخاص
طبيبك الخاص، هي مجلة مصرية طبية شهرية متخصصة تصدر عن مؤسسة دار الهلال، صدر العدد الأول منها في يناير 1969 ولا تزال تصدر حتى الآن.